# Sibelius (Software)
Sibelius ist ein Notensatzprogramm, benannt nach dem finnischen Komponisten Jean Sibelius. Herstellung und Vertrieb leistet das Unternehmen Avid Technology, welches das Programm im Jahr 2006 von der Sibelius Software Ltd. der englischen Brüder Ben und Jonathan Finn erworben hat. Es ist für Windows und macOS verfügbar.

## Funktionsumfang
Sibelius ermöglicht einen professionellen Notensatz. Traditionelle Notation wird ohne Einschränkungen (etwa an Zahl oder Art der Instrumente) voll unterstützt; auch ausgefallene oder nicht allgemein gebräuchliche Notationsformen sind möglich. Beim Erstellen von Orchesterpartituren sind die Einzelstimmen automatisch verfügbar. Die Noteneingabe erfolgt entweder durch Einspielen über eine MIDI-Tastatur, durch Tastaturbefehle direkt auf dem Rechner oder durch Mausklicks. Editierfunktionen können durch selbst erstellbare Plugin-Programme automatisiert werden. Das Programm bietet auch Funktionen zum Abspielen einer Partitur mit Berücksichtigung der Spielanweisungen (Dynamik, Tempo usw.), wobei auf eine umfangreiche Klangsamplebibliothek zurückgegriffen wird. Ferner gehört zum Lieferumfang eine vereinfachte Version des Programms PhotoScore zum Scannen von gedruckten Notenvorlagen und Umwandeln in das Sibelius-Format.

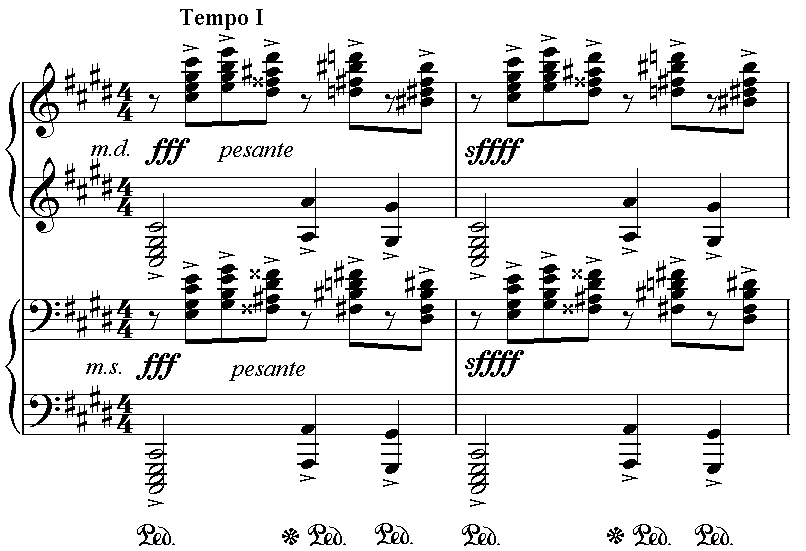
Rachmaninows Prélude cis-Moll Op. 3 Nr. 2, geschrieben in Sibelius 4

Sibelius-Dateien können im World Wide Web verteilt werden und mit Hilfe des kostenlos für jedermann erhältlichen Browser-Plug-ins Scorch auch ohne das eigentliche Sibelius-Programm angezeigt, gedruckt und abgespielt werden. Unter dem Namen Avid Scorch existiert ebenfalls ein Anzeige-Programm von Sibelius-Dateien für das iPad.

### Datei-Import
Sibelius ist in der Lage, die folgenden Formate zu öffnen:
- Sibelius 2–8 (*.sib)
- MusicXML (*.xml, *.mxl)
- MIDI (*.mid)
- PhotoScore und AudioScore (*.opt)

### Datei-Export
Sibelius ist in der Lage, folgende Formate zu speichern:
- Sibelius 2–8 (*.sib)
- Audio (*.wav, *.mp3, *.aif)
- Grafiken (*.bmp, *.png, *.eps, *.tif, *.svg)
- MusicXML (*.xml, *.mxl) – ab Version 7, bei älteren Versionen nur via Dolet[4]
- MIDI (*.mid)
- Scorch Webpage (*.htm)
- PDF (*.pdf)

In weitere Formate kann mit Hilfe von Plug-ins exportiert werden.

## Produktfamilie
Sibelius ist in folgenden Versionen erhältlich:
- Sibelius Ultimate (Vollversion)
- Sibelius Education (Vollversion für Lehrer, Studenten und Schüler ab Sekundarstufe sowie als Mehrplatzlizenz für Bildungseinrichtungen)
- Sibelius Student v7 (nur in Englisch für Schüler und Studenten) – 2012 eingestellt[5]
- Sibelius (bis 16 Notensysteme, vergünstigte Version)
- Sibelius First (bis vier Notensysteme, kostenlose Einstiegsversion)
- G7 (Version speziell für Gitarristen mit umfassenden Möglichkeiten der Tabulaturnotation) – eingestellt
- Scorch (Browser-Plug-in zum Anzeigen, Abspielen und Drucken von Sibelius-Partituren im Internet)[6]
- Avid Scorch (iPad-Version von Scorch)[7]

## Geschichte
Die Arbeit an Sibelius begann 1986 als Freizeitprojekt der britischen Zwillingsbrüder Ben und Jonathan Finn, die während ihres Musikstudiums an der Universität die ersten Zeilen konzipierten und programmierten. Die Implementierung basierte anfangs auf Assembler und wurde später komplett neu in C++ geschrieben.
Die erste offizielle Version erschien 1993 unter dem Namen Sibelius 7 für den Acorn Archimedes. Der Markt war zu dieser Zeit stark von dem Programm Finale des Unternehmens CodaMusic beherrscht. Seitdem wurde die Software stetig zu einem der leistungsfähigsten und meistbenutzten Notationsprogramme weiterentwickelt. Der Namenszusatz 7 entfiel später. Die an den Namen angehängte Ziffer bezieht sich heute auf die jeweils aktuelle Versionsnummer. Die Version Sibelius 7 für Windows und Mac ist hinsichtlich ihrer Namensgebung also doppeldeutig.
Im Jahr 2006 kaufte Avid die sich im Besitz der Finns befindende Firma Sibelius Software Inc. auf. Das Programmiererteam wurde daraufhin zwar verkleinert, doch verblieb die Weiterentwicklung und Pflege bei derselben Firma, verkörpert vom öffentlichen Gesicht des seit 1999 involvierten Produktmanagers Daniel Spreadbury. Die Mitarbeiter unterlagen von nun an dem Angestelltenverhältnis bei Avid.
Im Juli 2012 gab Avid bekannt, zukünftig wieder seine Kernkompetenzen fokussieren zu wollen, was mit umfassenden Firmen-Umstrukturierungen und Verkäufen von Tochtergesellschaften einherging. Als Folge dessen wurde auch die UK Sibelius-Zentrale am Finsbury Park in London vollständig geschlossen und ihre Mitarbeiter wurden entlassen. Avid erklärte daraufhin, dass die Weiterentwicklung von Sibelius zukünftig einem Team in der Ukraine übertragen werden solle.
Die Übergangszeit von 2012 bis 2013 koordinierte Bobby Lombardi, Produktmanager von Pro Tools. Währenddessen versuchte eine breit angelegte und von Sibelius-Nutzern organisierte Initiative vergeblich, Avid zum Verkauf der Sibelius-Sparte bzw. zur Wiedereinstellung der Londoner Entwickler zu bewegen. Anfang 2013 wurde bekannt, dass das alte Entwicklerteam von Sibelius nun für Steinberg an einer neuen Notensatzsoftware arbeitet; diese neue Software erschien im Oktober 2016 unter dem Namen Dorico.
Die neuen in Kiew angesiedelten Entwickler unter dem britischen Manager Sam Butler und Softwareentwickler Michael Ost wurden Ende 2013 vorgestellt.

## Versionsgeschichte
| Version    | Veröffentlichung | Anmerkungen |
| ---------- | ---------------- | --- |
| Sibelius 7 | 1993             | Erster Release; für Acorn Archimedes |
| 1          | September 1998   | Erste Version für Windows, Namenszusatz 7 entfällt |
| 1.2        | März 1999        | Kompatibilität zu Mac OS |
| 2          | 2001             | |
| 3          | 2003             | Kontakt-Player-Integration, Audio-Export, CD-Brennfunktion |
| 4          | Juli 2005        | Neue Benutzeroberfläche, dynamischer Einzelstimmenauszug (Parts), synchronisierter Videoimport für das Komponieren von Filmmusik,                                           |
| 5          | Juni 2007        | Rollenansicht (Panorama View), VST-Unterstützung, Sample-Bibliothek (Sibelius Sound Essentials)                                                                             |
| 6          | Mai 2009         | Automatische Kollisionserkennung (Magnetic Layout), Revisionskontrolle (Versions), Klaviatur- und Griffbrett-Fenster, Live Tempo, ReWire-Unterstützung                      |
| 7          | Juli 2011        | Neue GUI mit Menüband, native 64-bit Unterstützung, neue 38 GB große Sound-Bibliothek, erweiterte Text- und Typografie-Möglichkeiten, Vektor-Grafik-Export, MusicXML-Export |
| 7.5        | Jan 2014         | Neue Sharing-Funktionen, Timeline-Ansicht-Fenster, neue Sprachversionen, Realistischere musikalische Phrasierungen beim Abspielen                                           |
| 8          | Juni 2015        | Unterstützung von Touchscreens und Digitizer, Skalierung für Bildschirme mit hoher Auflösung, Anmerkungen, Abo-Lizenzmodell, Wegfall der 32-Bit-Unterstützung               |
| 2022.7     |                  | dynamische Gitarren-Staves und -Staffs, neue Instrumente |